# フォッカー B.I

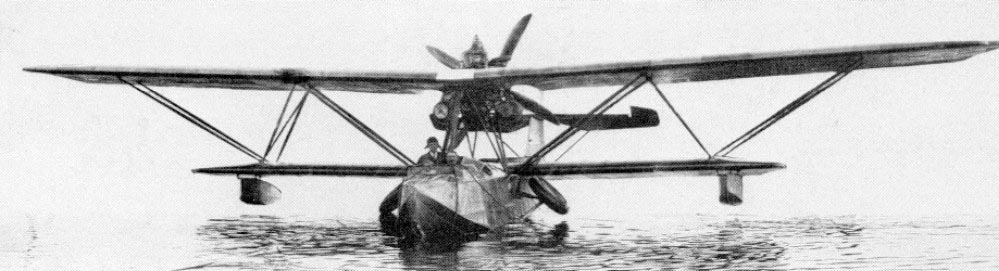
Fokker B.I

フォッカー B.I(Fokker B.I)は1922年にオランダのフォッカーが製造した、飛行艇である。1926年には発展型の B.IIIとなった。

## 概要
ワーレン・トラス（二等辺三角形が上向き、下向きになって並ぶ形の構造）の翼間支柱をもつ複葉機である。上翼に推進式のエンジンが取り付けられ、3ヶ所の開放式のコクピットは機首に銃士席を配置し、下翼の前に操縦席と機関士席 、下翼の後ろに後部銃士席を設けた。
B-Iは船体に沿って後方に収納される主脚を取り付けた水陸両用機であったが、B.IIIはこの機構は廃止された。B.I、B.IIIともに1機のみが造られただけである。
B.Iはオランダ領東インド海軍航空隊で何年も運用され、良好な実績を示したが、追加の注文はなかった。フォッカーは、近代化して改良した B.IIIが需要をもたらす事を期待し、さらに胴体内に乗客が乗れるようにして民間の需要を期待したが、買い手は現れなかった。フォッカーのアメリカ子会社に送られ、フォッカーF.11のもとになったデザインに船体を改造し、金持ちの顧客を得ることができた。

## スペック(B.III)
- 乗員: 4名

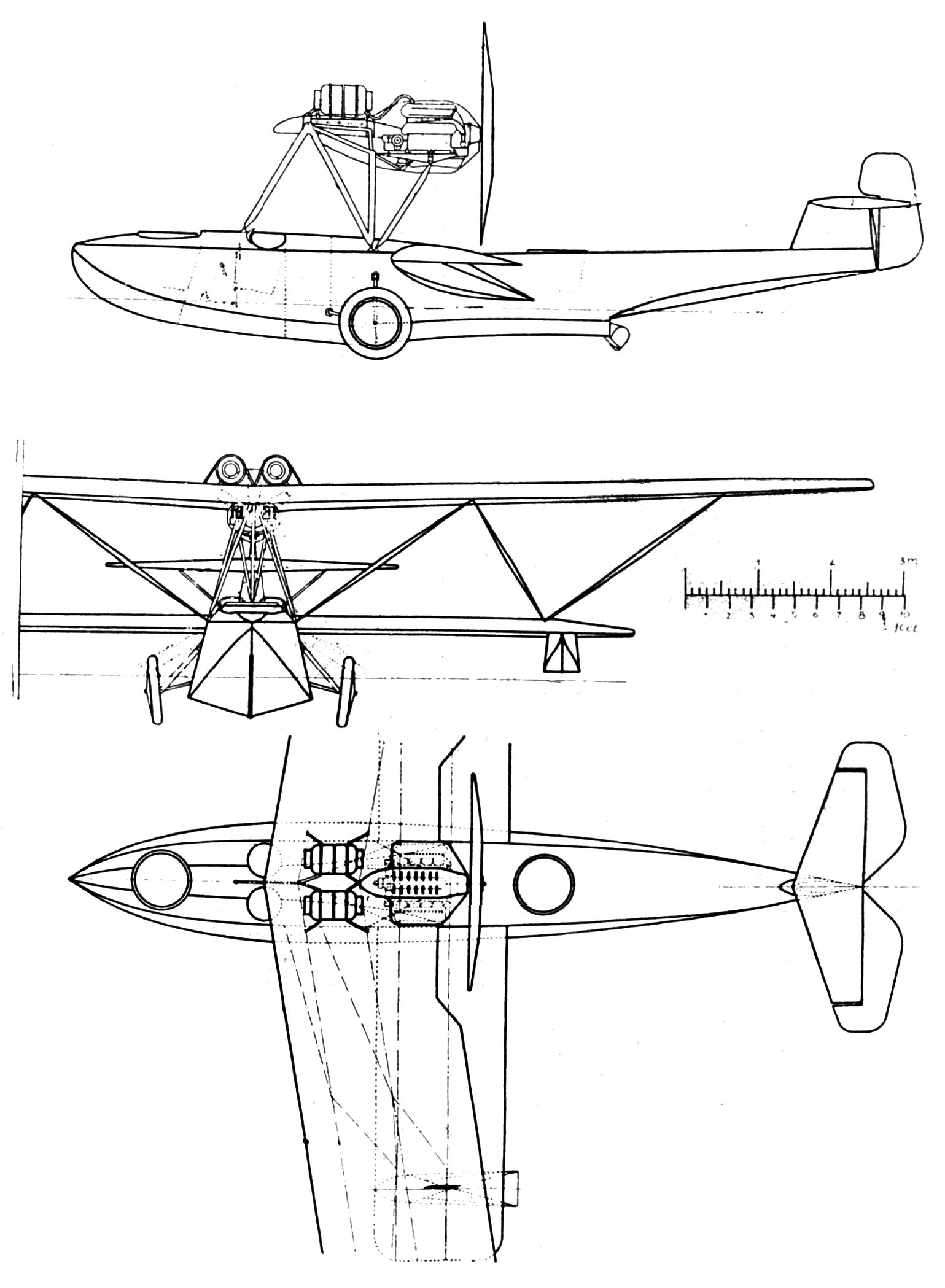
B.I

- 全長: 11.85 m (38 ft 10 in)
- 全幅: 18.00 m (59 ft 1 in)
- 全高: 3.95 m (13 ft 0 in)
- 翼面積: 59.0 m² (603 ft²)
- 自重: 1,870 kg (4,120 lb)
- 全備重量: 3,070 kg (6,770 lb)
- エンジン: 1 × Napier Lion piston engine, 336 kW (450 hp)
- 最大速度: 180 km/h (112 mph)
- 上昇限度: 3,700 m (12,100 ft)
- 上昇率: 3.0 m/s (600 ft/min)